# Chikena
Sikiana (Chiquena, Chikena, Sikiyana, Tchikôyána), pleme američkih Indijanaca porodice Cariban nastanjeno na sjeveru brazilske države Pará između rijeka Rio Cafuini, Turuna i Itapi blizu granice Surinama, i u Surinamu s još 11 drugih plemena na rijeci Sipaliwini u selu Kwamalasamutu.
Prve glasove o njima donosi u ranom 20. stoljeću William Curtis Farabee koji je sa Škotom Johnom Ogilvieom i 4 Wapisijanca putovao čamcem rijekom Buna-wau od Mapuere prema Trombetasu.
Tijekom 16. i 17. stoljeća oni su bili vweoma moblian narod koji je naveliko putovao radi trgovine s narodima iz Llana, džungle, bazena Orinoca i Anda. Tek nakon uvođenja posijeci-i-spali agrikulture postali su sjedilački ratari, uzgajivači manioke, danas glavnog izvora prehrane.
Populacija Sikiana u novije vrijeme veoma je malena: 33 u Brazilu (1986 SIL), i 15 u Surinamu (2001 Carlin). Po drugim podacima ima ih oko 800. U Venezueli su možda nestali.